# یواس‌اس آلگر (دی‌ئی-۱۰۱)
یواس‌اس آلگر (دی‌ئی-۱۰۱) (به انگلیسی: USS Alger (DE-101)) یک کشتی بود که طول آن ۳۰۶ فوت (۹۳ متر) بود. این کشتی در سال ۱۹۴۳ ساخته شد.